# Katzengraben (Lainzerbach)
Der Katzengraben ist ein Bach im 13. Wiener Gemeindebezirk Hietzing. Er ist ein Zubringer des Lainzerbachs.

## Verlauf
Der Katzengraben hat eine Länge von 2400 m bei einer Höhendifferenz von 114 m. Sein Einzugsgebiet ist 1,8 km² groß.
Der Bach verläuft durch den Lainzer Tiergarten. Er entspringt unmittelbar südlich des Rasthauses Rohrhaus und fließt von dort aus Richtung Südosten. Er passiert die Hermesvilla und mündet beim Lainzer Tor des Lainzer Tiergartens linksseitig in den Lainzerbach.

## Geschichte
Im Zuge der Erbauung der Hermesvilla von 1882 bis 1886 wurde der Verlauf des Katzengrabens an dieser Stelle leicht verändert. So wurden ein Seitenarm aufgelöst und das Ufer gesichert.

## Ökologie
Im Oberlauf leben Wasserkäfer und Flohkrebse aus der Familie der Gammaridae. Außerdem wurden Larven der Gestreiften Quelljungfer (Cordulegaster bidentata) gefunden.

## Brücken

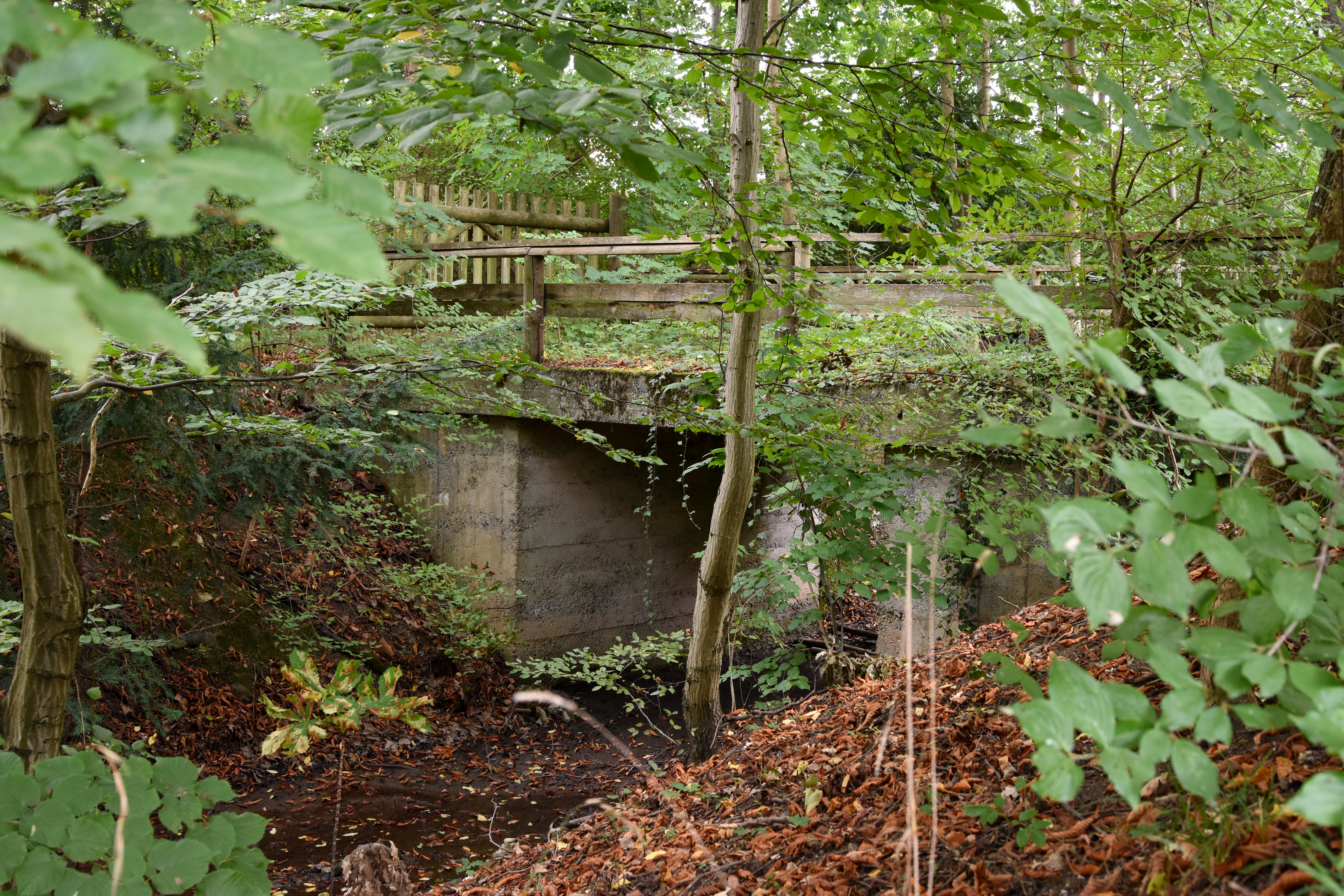
Heustadelbrücke über den Katzengraben

Der Katzengraben wird von folgenden Brücken gequert, gereiht in Fließrichtung:
- Kantinengebäudebrücke: Die 7 m lange und 4 m breite Straßenbrücke aus Stein beim Kantinengebäude der Hermesvilla wurde 1940 erbaut.
- Parkbrücke: Die 6 m lange und 8 m breite Stahlbeton-Straßenbrücke des Hermesvillawegs wurde 1949 erbaut.
- Lehrpfadsteg II: Die 3 m lange und 2 m breite Fußgeherbrücke aus Stein bei der Hermesvilla wurde 1940 erbaut.
- Heustadelbrücke: Die 9 m lange und 3 m breite Straßenbrücke wurde 1940 erbaut.
- Gehegebrücke: Die 5 m lange und 6 m breite Stahlbeton-Straßenbrücke der Hermesstraße wurde 2001 erbaut.[5]